# Oscar a la millor edició de so

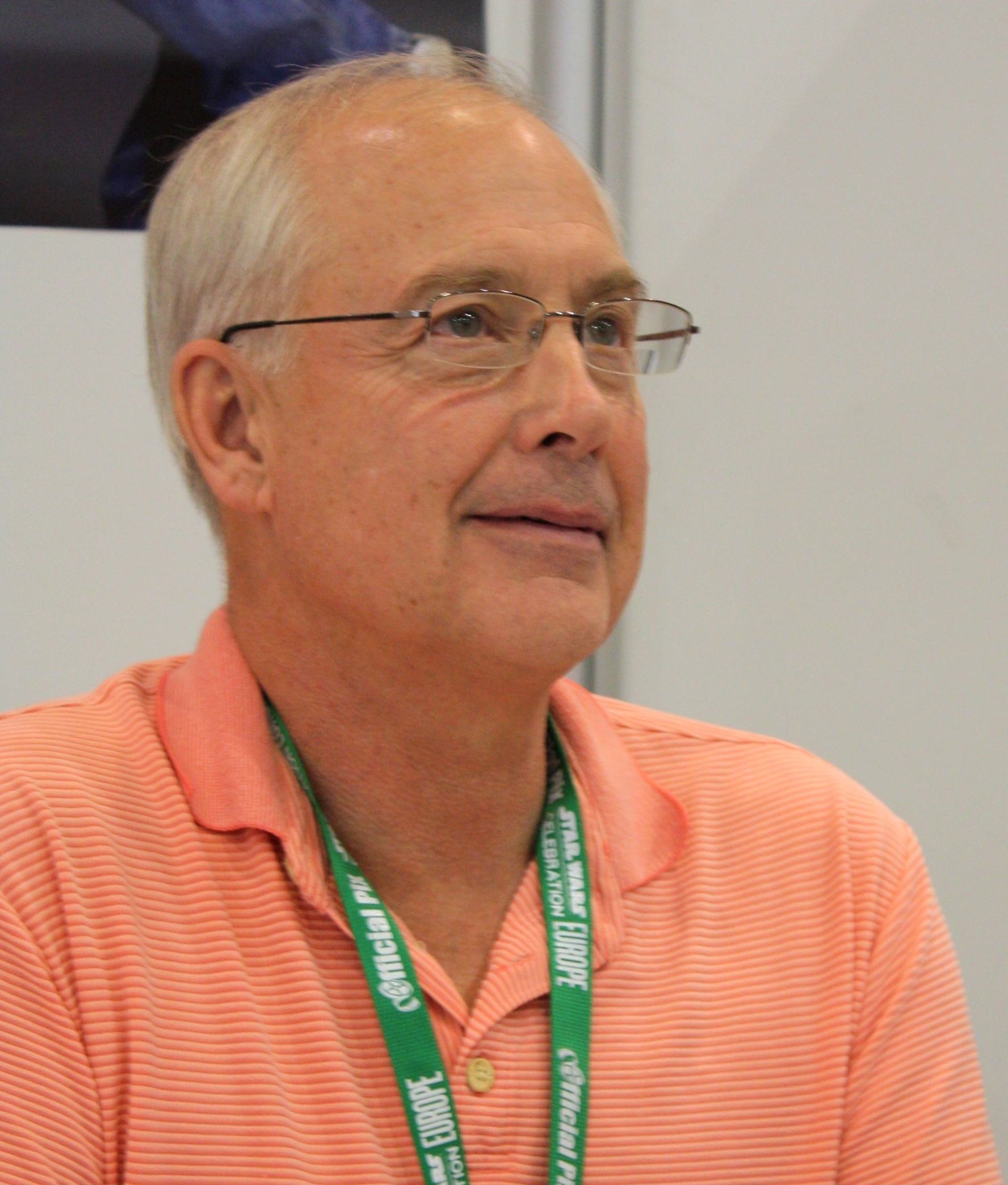
Ben Burtt, guanyador de l'Òscar en aquesta categoria en dues ocasions.

L'Oscar a la millor edició de so és un premi atorgat per l'Acadèmia de les Arts i les Ciències Cinematogràfiques, tots els anys des de 1963. Aquest premi "Oscar" reconeix el millor muntatge de so o el millor disseny de so. Sol anar lligat amb l'Oscar al millor so.
Durant alguns anys, el premi més important atorgat per a aquesta categoria era un "Premi Especial", i no un Oscar. Les regles d'acadèmia exigeixen un mínim nombre de pel·lículas proposades en una categoria per concedir un Premi de l'Acadèmia, i així quan el nombre de candidats no és suficient, es concedeix un Premi Especial.
La branca de So de l'Acadèmia de les Arts i les Ciències Cinematogràfiques, fins al 2006 va utilitzar una "selecció prèvia" de les millors pel·lícules de l'any anterior per decidir quines s'haurien de nominar. En un canvi de normes, el 30 de juny de 2006, es va eliminar la selecció prèvia i es va instituir el procés habitual d'una "votació preferent".
En les llistes que segueixen, el guanyador del premi es mostra en negreta en primer lloc i el segueixen els altres nominats. Sota els noms de  Millors efectes sonors (1963-1967, 1975), Edició d'efectes de so  (1977, 1981-1999), o Edició de so  (1979, 2000-2019). Vegeu Oscar al millor so per a la llista corresponent als guanyadors al millor so.

## Guanyadors i nominats

### Dècada de 1960
| Any  | Pel·lícula                 | Nominats        |
| ---- | -------------------------- | --------------- |
| 1963 | El món és boig, boig, boig | Walter Elliott  |
| 1963 | A Gathering of Eagles      | Robert Bratton  |
| 1964 | Goldfinger                 | Norman Wanstall |
| 1964 | The Lively Set             | Robert Bratton  |
| 1965 | La gran cursa              | Treg Brown      |
| 1965 | Von Ryan's Express         | Walter Rossi    |
| 1966 | Grand Prix                 | Gordon Daniel   |
| 1966 | Fantastic Voyage           | Walter Rossi    |
| 1967 | Els dotze del patíbul      | John Poyner     |
| 1967 | En la calor de la nit      | James Richard   |
| 1968 | No atorgat                 | No atorgat      |
| 1969 | No atorgat                 | No atorgat      |

### Dècada de 1970
| Any  | Pel·lícula                  | Nominats                                                                     |
| ---- | --------------------------- | ---------------------------------------------------------------------------- |
| 1970 | No atorgat                  | No atorgat                                                                   |
| 1971 | No atorgat                  | No atorgat                                                                   |
| 1972 | No atorgat                  | No atorgat                                                                   |
| 1973 | No atorgat                  | No atorgat                                                                   |
| 1974 | No atorgat                  | No atorgat                                                                   |
| 1975 | The Hindenburg              | Peter Berkos                                                                 |
| 1976 | No atorgat                  | No atorgat                                                                   |
| 1977 | Encontres a la tercera fase | Frank Warner                                                                 |
| 1977 | Star Wars                   | Ben Burtt (Premi Especial "per la creació de les veus de criatures i robot") |
| 1978 | No atorgat                  | No atorgat                                                                   |
| 1979 | El cavall negre             | Alan Splet                                                                   |

### Dècada de 1980
| Any  | Pel·lícula                               | Nominats                                |
| ---- | ---------------------------------------- | --------------------------------------- |
| 1980 | No atorgat                               | No atorgat                              |
| 1981 | A la recerca de l'arca perduda           | Ben Burtt, Richard L. Anderson          |
| 1982 | ET, l'extraterrestre                     | Charles Campbell, Ben Burtt             |
| 1982 | El submarí                               | Mike Le Mare                            |
| 1982 | Poltergeist                              | Stephen Hunter Flick, Richard Anderson  |
| 1983 | Escollits per a la glòria                | Jay Boekelheide                         |
| 1983 | Star Wars episodi VI: El retorn del Jedi | Ben Burtt                               |
| 1984 | The River                                | Kay Rose                                |
| 1985 | Retorn al futur                          | Charles Campbell, Robert Rutledge       |
| 1985 | Lady Falcó                               | Robert G. Henderson, Alan Robert Murray |
| 1985 | Rambo 2                                  | Frederick Brown                         |
| 1986 | Aliens                                   | Don Sharpe                              |
| 1986 | Star Trek 4: Missió salvar la Terra      | Mark Mangini                            |
| 1986 | Top Gun                                  | Cecelia Hall, George Watters II         |
| 1987 | RoboCop                                  | Stephen Hunter Flick, John Pospisil     |
| 1988 | Qui ha enredat en Roger Rabbit?          | Charles Campbell, Louis Edemann         |
| 1988 | Die Hard                                 | Stephen Hunter Flick, Richard Shorr     |
| 1988 | Willow                                   | Ben Burtt, Richard Hymns                |
| 1989 | Indiana Jones i l'última croada          | Ben Burtt, Richard Hymns                |
| 1989 | Black Rain                               | Milton Burrow, William Manger           |
| 1989 | Arma letal 2                             | Robert G. Henderson, Alan Robert Murray |

### Dècada de 1990
| Any  | Pel·lícula                              | Nominats                           |
| ---- | --------------------------------------- | ---------------------------------- |
| 1990 | La caça de l'Octubre Roig               | Cecelia Hall, George Watters       |
| 1990 | Flatliners                              | Charles Campbell, Richard Franklin |
| 1990 | Desafiament total                       | Stephen Hunter Flick               |
| 1991 | Terminator 2                            | Gary Rydstrom, Gloria Borders      |
| 1991 | Backdraft                               | Gary Rydstrom, Richard Hymns       |
| 1991 | Star Trek: The Undiscovered Country     | George Watters, F. Hudson Miller   |
| 1992 | Dràcula de Bram Stoker                  | Tom McCarthy, David Stone          |
| 1992 | Aladdin                                 | Mark Mangini                       |
| 1992 | Under Siege                             | John Leveque, Bruce Stambler       |
| 1993 | Parc Juràssic                           | Gary Rydstrom, Richard Hymns       |
| 1993 | Màxim risc                              | Wylie Stateman, Gregg Baxter       |
| 1993 | El fugitiu                              | John Leveque, Bruce Stambler       |
| 1994 | Speed                                   | Stephen Hunter Flick               |
| 1994 | Clear and Present Danger                | Bruce Stambler, John Leveque       |
| 1994 | Forrest Gump                            | Gloria Borders, Randy Thom         |
| 1995 | Braveheart                              | Lon Bender, Per Hallberg           |
| 1995 | Batman Forever                          | John Leveque, Bruce Stambler       |
| 1995 | Marea roja                              | George Watters                     |
| 1996 | The Ghost and the Darkness              | Bruce Stambler                     |
| 1996 | Daylight                                | Richard Anderson, David Whittaker  |
| 1996 | Eraser: Eliminador                      | Alan Robert Murray, Bub Asman      |
| 1997 | Titanic                                 | Tom Bellfort, Christopher Boyes    |
| 1997 | Face/Off                                | Mark Stoeckinger, Per Hallberg     |
| 1997 | El cinquè element                       | Mark Mangini                       |
| 1998 | Salvem el soldat Ryan                   | Gary Rydstrom, Richard Hymns       |
| 1998 | Armageddon                              | George Watters                     |
| 1998 | La màscara del Zorro                    | David McMoyler                     |
| 1999 | Matrix                                  | Dane Davis                         |
| 1999 | Fight Club                              | Ren Klyce, Richard Hymns           |
| 1999 | Star Wars Episode I: The Phantom Menace | Ben Burtt, Tom Bellfort            |

### Dècada de 2000
| Any  | Pel·lícula                                             | Nominats                                   |
| ---- | ------------------------------------------------------ | ------------------------------------------ |
| 2000 | U-571                                                  | Jon Johnson                                |
| 2000 | Space cowboys                                          | Bub Asman, Alan Robert Murray              |
| 2001 | Pearl Harbor                                           | George Watters, Christopher Boyes          |
| 2001 | Monsters, Inc.                                         | Gary Rydstrom, Michael Silvers             |
| 2002 | El Senyor dels Anells: Les dues torres                 | Michael Hopkins, Ethan Van der Ryn         |
| 2002 | Minority Report                                        | Richard Hymns, Gary Rydstrom               |
| 2002 | Road to Perdition                                      | Scott Hecker                               |
| 2003 | Master and Commander: The Far Side of the World        | Richard King                               |
| 2003 | Buscant en Nemo                                        | Gary Rydstrom, Michael Silvers             |
| 2003 | Pirates of the Caribbean: The Curse of the Black Pearl | Christopher Boyes, George Watters          |
| 2004 | Els increïbles                                         | Michael Silvers, Randy Thom                |
| 2004 | Polar express                                          | Dennis Leonard, Randy Thom                 |
| 2004 | Spider-Man 2                                           | Paul Ottosson                              |
| 2005 | King Kong                                              | Mike Hopkins, Ethan Van der Ryn            |
| 2005 | La guerra dels mons                                    | Richard King                               |
| 2005 | Memòries d'una geisha                                  | Wylie Stateman                             |
| 2006 | Cartes des d'Iwo Jima                                  | Bub Asman, Alan Robert Murray              |
| 2006 | Apocalypto                                             | Kami Asgar, Sean Mccormack                 |
| 2006 | Diamant de sang                                        | Lon Bender                                 |
| 2006 | Banderes dels nostres pares                            | Alan Robert Murray, Bub Asman              |
| 2006 | Pirates of the Caribbean: Dead Man's Chest             | Christopher Boyes, George Watters          |
| 2007 | L'ultimàtum de Bourne                                  | Karen Baker Landers, Per Hallberg          |
| 2007 | No Country for Old Men                                 | Skip Lievsay                               |
| 2007 | Ratatouille                                            | Michael Silvers, Randy Thom                |
| 2007 | Pous d'ambició                                         | Christopher Scarabosio, Matthew Wood       |
| 2007 | Transformers                                           | Mike Hopkins, Ethan Van der Ryn            |
| 2008 | El cavaller fosc                                       | Richard King                               |
| 2008 | Iron Man                                               | Frank E. Eulner, Christopher Boyes         |
| 2008 | Slumdog Millionaire                                    | Tom Sayers, Glenn Freemantle               |
| 2008 | WALL·E                                                 | Ben Burtt, Matthew Wood                    |
| 2008 | Wanted                                                 | Wylie Stateman                             |
| 2009 | En terra hostil                                        | Paul N.J. Ottosson                         |
| 2009 | Avatar                                                 | Christopher Boyes, Gwendolyn Yates Whittle |
| 2009 | Maleïts malparits                                      | Wylie Stateman                             |
| 2009 | Star Trek                                              | Mark Stoeckinger, Alan Rankin              |
| 2009 | Up                                                     | Michael Silvers, Tom Myers                 |

### Dècada de 2010
| Any  | Pel·lícula                                       | Nominats                                |
| ---- | ------------------------------------------------ | --------------------------------------- |
| 2010 | Origen                                           | Richard King                            |
| 2010 | Toy Story 3                                      | Tom Myers, Michael Silvers              |
| 2010 | Tron: Legacy                                     | Gwendolyn Yates Whittle, Addison Teague |
| 2010 | True Grit                                        | Skip Lievsay, Craig Berkey              |
| 2010 | Unstoppable                                      | Mark P. Stoeckinger                     |
| 2011 | Hugo                                             | Eugene Gearty, Philip Stockton          |
| 2011 | Drive                                            | Lon Bender, Victor Ray Ennis            |
| 2011 | Millennium: Els homes que no estimaven les dones | Ren Klyce                               |
| 2011 | Transformers: Dark of the Moon                   | Erik Aadahl, Ethan Van der Ryn          |
| 2011 | War Horse                                        | Richard Hymns, Gary Rydstrom            |
| 2012 | Skyfall                                          | Per Hallberg, Karen Baker Landers       |
| 2012 | Zero Dark Thirty                                 | Paul N. J. Ottosson                     |
| 2012 | Argo                                             | Erik Aadahl, Ethan Van der Ryn          |
| 2012 | Django desencadenat                              | Wylie Stateman                          |
| 2012 | La vida de Pi                                    | Eugene Gearty, Philip Stockton          |
| 2013 | Gravity                                          | Glenn Freemantle                        |
| 2013 | All Is Lost                                      | Steve Boeddeker, Richard Hymns          |
| 2013 | Capità Phillips                                  | Oliver Tarney                           |
| 2013 | The Hobbit: The Desolation of Smaug              | Brent Burge, Chris Ward                 |
| 2013 | L'únic supervivent                               | Wylie Stateman                          |
| 2014 | American Sniper                                  | Alan Robert Murray, Bub Asman           |
| 2014 | Birdman                                          | Martin Hernández, Aaron Glascock        |
| 2014 | The Hobbit: The Battle of the Five Armies        | Brent Burge, Jason Canovas              |
| 2014 | Interstellar                                     | Richard King                            |
| 2014 | Unbroken                                         | Becky Sullivan, Andrew DeCristofaro     |
| 2015 | Mad Max: fúria a la carretera                    | Mark Mangini, David White               |
| 2015 | The Martian                                      | Oliver Tarney                           |
| 2015 | The Revenant                                     | Martin Hernández, Lon Bender            |
| 2015 | Sicari                                           | Alan Robert Murray                      |
| 2015 | Star Wars episodi VII: El despertar de la força  | Matthew Wood, David Acord               |
| 2016 | Arrival                                          | Sylvain Bellemare                       |
| 2016 | Deepwater Horizon                                | Wylie Stateman, Renée Tondelli          |
| 2016 | Hacksaw Ridge                                    | Robert Mackenzie, Andy Wright           |
| 2016 | La La Land                                       | Ai-Ling Lee, Mildred Iatrou Morgan      |
| 2016 | Sully                                            | Alan Robert Murray, Bub Asman           |
| 2017 | Dunkirk                                          | Richard King, Alex Gibson               |
| 2017 | Baby Driver                                      | Julian Slater                           |
| 2017 | Blade Runner 2049                                | Mark Mangini, Theo Green                |
| 2017 | The Shape of Water                               | Nathan Robitaille, Nelson Ferreira      |
| 2017 | Star Wars: Els últims Jedi                       | Matthew Wood, Ren Klyce                 |
| 2018 | Bohemian Rhapsody                                | John Warhurst, Nina Hartstone           |
| 2018 | Black Panther                                    | Benjamin A. Burtt, Steve Boeddeker      |
| 2018 | First Man                                        | Ai-Ling Lee, Mildred Iatrou Morgan      |
| 2018 | Un lloc tranquil                                 | Ethan Van der Ryn, Erik Aadahl          |
| 2018 | Roma                                             | Sergio Díaz, Skip Lievsay               |
| 2019 | Ford v Ferrari                                   | Donald Sylvester                        |
| 2019 | Joker                                            | Alan Robert Murray                      |
| 2019 | 1917                                             | Oliver Tarney, Rachael Tate             |
| 2019 | Once Upon a Time in Hollywood                    | Wylie Stateman                          |
| 2019 | Star Wars: L'ascens de Skywalker                 | Matthew Wood, David Acord               |

### Dècada de 2020
| Any  | Pel·lícula                                    | Nominats                                                                                                  |
| ---- | --------------------------------------------- | --- |
| 2020 | Sound of Metal                                | Nicolas Becker, Jaime Baksht, Michelle Couttolenc, Carlos Cortés Navarrete i Phillip Bladh                |
| 2020 | Mank                                          | Ren Klyce, Jeremy Molod, David Parker, Nathan Nance i Drew Kunin                                          |
| 2020 | News of the World                             | Oliver Tarney, Mike Prestwood Smith, William Miller i John Pritchett                                      |
| 2020 | Greyhound                                     | Warren Shaw, Michael Minkler, Beau Borders i David Wyman                                                  |
| 2020 | Soul                                          | Ren Klyce, Coya Elliott i David Parker                                                                    |
| 2021 | Dune                                          | Mac Ruth, Mark Mangini, Theo Green, Doug Hemphill i Ron Bartlett                                          |
| 2021 | West Side Story                               | Tod A. Maitland, Gary Rydstrom, Brian Chumney, Andy Nelson i Shawn Murphy                                 |
| 2021 | Belfast                                       | Denise Yarde, Simon Chase, James Mather i Niv Adiri                                                       |
| 2021 | No Time to Die                                | Simon Hayes, Oliver Tarney, James Harrison, Paul Massey i Mark Taylor                                     |
| 2021 | The Power of the Dog                          | Richard Flynn, Robert Mackenzie I Tara Webb                                                               |
| 2022 | Top Gun: Maverick                             | Mark Weingarten, James H. Mather, Al Nelson, Chris Burdon i Mark Taylor                                   |
| 2022 | Res de nou a l'oest                           | Viktor Prášil, Frank Kruse, Markus Stemler, Lars Ginzel i Stefan Korte                                    |
| 2022 | Avatar: El sentit de l'aigua                  | Julian Howarth, Gwendolyn Yates Whittle, Dick Bernstein, Christopher Boyes, Gary Summers i Michael Hedges |
| 2022 | The Batman                                    | Stuart Wilson, William Files, Douglas Murray i Andy Nelson                                                |
| 2022 | Elvis                                         | David Lee, Wayne Pashley, Andy Nelson i Michael Keller                                                    |
| 2023 | La zona d'interès                             | Tarn Willers i Johnnie Burn                                                                               |
| 2023 | The Creator                                   | Ian Voigt, Erik Aadahl, Ethan Van der Ryn, Tom Ozanich i Dean Zupancic                                    |
| 2023 | Maestro                                       | Steven A. Morrow, Richard King, Jason Ruder, Tom Ozanich i Dean Zupancic                                  |
| 2023 | Mission: Impossible – Dead Reckoning Part One | Chris Munro, James H. Mather, Chris Burdon i Mark Taylor                                                  |
| 2023 | Oppenheimer                                   | Willie D. Burton, Richard King, Gary A. Rizzo i Kevin O'Connell                                           |